# 曾憲政
曾憲政（1946年7月10日—），台灣化學工程研究者、教育工作者，臺南市七股區人，曾任國立新竹教育大學應用科學系教授兼校長。
曾憲政於國立臺灣大學化學工程系畢業後，在美國西雅圖的華盛頓大學得到化學工程的博士學位，回台後曾在淡江大學、國立台灣科技大學等校教書。
1994年9月21日，行政院教育改革審議委員會成立，主任委員兼召集人李遠哲請他出任委員兼執行秘書，1996年12月2日委員會解散後卸任。
1998年，謝長廷當選高雄市市長，請他出任高雄市政府教育局局長。
2003年，他出任國立新竹師範學院（現在的國立新竹教育大學）教授兼校長，2005年改制教育大學後當選連任。

## 外部連結
- 國立新竹教育大學應用科學系曾憲政網頁
- 教改老兵推兒歌 曾憲政唱出台灣情